# Relations entre la Roumanie et le Sri Lanka
Les relations entre la Roumanie et le Sri Lanka sont les relations étrangères entre la Roumanie et le Sri Lanka. La Roumanie a une ambassade à Colombo et un consulat à Kandy, tandis que le Sri Lanka est représenté par une ambassade à Varsovie, en Pologne, et a un consulat à Bucarest. 

## Histoire
Du 29 juin 2017 au 2 juillet 2017, le ministre d'État sri-lankais des affaires étrangères, Wasantha Senanayake, s'est rendu en Roumanie. Il a affirmé que Sri Lanka avait l'intention d'améliorer et de consolider ses relations bilatérales avec le pays. Senanayake a rencontré la secrétaire d'État roumaine aux affaires mondiales bilatérales, Monica Gheorghiță, avec qui il a discuté de questions dans les domaines politique, économique, éducatif et culturel, entre autres. En outre, les deux ont discuté de la coopération dans les domaines de l'énergie, du développement rural, de l'agriculture, du tourisme et d'autres secteurs. En outre, il a été proposé de réaliser fin 2017 un programme culturel mettant en vedette la musique, la danse et la cuisine roumaine et sri-lankaise à Brașov et Bucarest en Roumanie et à Colombo et Kandy au Sri Lanka pour célébrer le 60e anniversaire de la création de relations entre les deux pays. 

### Émeutes xénophobes de Ditrău en 2020
En 2020, un incident entre deux (puis trois) travailleurs sri-lankais et la population du village de Ditrău s'est produit. Les Sri Lankais avaient immigré dans cette localité pour travailler comme boulangers. Néanmoins, la population indigène de Székely (hongroise) a commencé à protester contre la présence des deux ouvriers car ils "pourraient imposer leur culture". Cela a rapidement dégénéré et une pétition signée par 1 800 personnes a été envoyée à la mairie demandant à la boulangerie de cesser d'embaucher des immigrés. On pense que les raisons des protestations sont que la population de Ditrău n'est pas habituée aux étrangers, en plus du fait que les médias anti-immigrationnistes et nationalistes du gouvernement de Viktor Orbán ont "façonné" l'idéologie des habitants. Lors de l'incident, le consulat du Sri Lanka à Bucarest a pris contact avec la boulangerie pour vérifier les conditions de vie des travailleurs et leur fournir une assistance diplomatique. 